# São Manuel
San Manuel (in portoghese São Manuel) è un comune del Brasile nello Stato di San Paolo, parte della mesoregione di Bauru e della microregione di Botucatu.

## Storia
Il villaggio di San Manuel fu fondato nel 1870 e, nel 1872, fu costruita una cappella nelle terre di Manuel Gomes de Faria, in lode a Sant'Emanuele (in portoghese São Manuel).
Con atto pubblico del 19 aprile 1870, redatto presso il Notaio Antônio César, in Botucatu, il Luogotenente Manoel Gomes de Faria e Dona Delfina Carolina Gomes, Antonio Joaquim Mendes e Dona Sinhorinha Rosa da Conceição, donarono i primi 13 staia, nel luogo chiamato Água Clara, per il patrimonio della Cappella di Sant'Emanuele. La donazione veniva fatta con la condizione che i beni tornassero ai donatori, nel caso in cui la città non progredisse e il loro proposito non fosse realizzato. Gomes de Faria ha anche donato un paramento, un altare, l'immagine di Sant'Emanuele e il fonte battesimale.
Il 2 febbraio 1871 quel terreno fu scambiato con un altro, dove fu costruita la città. Gli scambiatori erano, da un lato, Manoel José Pereira, avvocato e custode della cappella e, dall'altro, Joaquim Antônio Pereira Pires e sua moglie Francisca Maria de Paula. Lo scambio è stato autorizzato dal giudice Dr. Amaral Gurgel, dopo aver ascoltato il promotore Dr. Bernardo Augusto Rodrigues da Silva.
In collaborazione con Manoel Gomes de Faria e Antônio Joaquim Mendes, Manoel Vieira Paraíso ha donato un'altra area adiacente alla proprietà e, per la coincidenza che la prima persona possedeva la terra ad Águas Clara do Paraízo e quest'ultima si chiamava anche Manoel, hanno deciso di dare al luogo il nome di São Manoel do Paraízo.
Il luogo in cui è stata costruita la città era noto come Bairro do Paraízo, o Bairro dos Tavares. La legge n. 51 del 7 aprile 1880, nove anni dopo la fondazione del comune, lo elevò a Parrocchia. La Cappella di San Benedetto (in portoghese São Benedito) fu costruita nel 1874, benedetta nell'ottobre di quell'anno e, successivamente, ricostruita. È stato benedetto da padre João Lopes Pinheiro, che era vicario di Botucatu.
L'insediamento dell'attuale territorio di São Manuel avvenne prima del 1850, e le sue terre provenivano, in generale, da possedimenti registrati secondo la legge del 1850, e c'erano anche alcuni sesmarias.
La data della sua fondazione è registrata come concessione fondiaria più vicina, ovvero il 17 giugno 1870.
La regione era già visitata da carovane di bandeirantes in viaggio verso la regione del Mato Grosso.
Dalla fine della schiavitù in Brasile, con la Lei Áurea firmata dalla principessa Isabella del Brasile, il comune, così come tante altre città brasiliane, ha accolto molti immigrati italiani in cerca di lavoro e alla ricerca di una nuova vita nel Nuovo Mondo.
Agli inizi del XX secolo, lo sviluppo del comune era guidato dalle piantagioni di caffè.
Attualmente, la coltura predominante è la canna da zucchero.